# Vollerwiek
Vollerwiek (frisó septentrional Folerwiik, danès Follervig) és una ciutat del districte de Nordfriesland, dins l'Amt Eiderstedt, a l'estat alemany de Slesvig-Holstein. Està situat al sud de la península d'Eiderstedt entre Eidersperrwerk i Sankt Peter-Ording.